# Суваја (Босански Петровац)
Суваја је насељено мјесто у Босни и Херцеговини у општини Босански Петровац које административно припада Федерацији Босне и Херцеговине. Према попису становништва из 1991. у насељу је живјело 315 становника.

## Историја
Током Другог свјетског рата страдао је велики број становника Суваје. Велики број становника погинуо је у саставу НОВЈ, док су цивили страдали у усташким и њемачким злочинима.

## Становништво
| Националност       | 1991. | 1981. | 1971. | 1961. |
| Срби               | 307   | 413   |       |       |
| Југословени        | 5     | 33    |       |       |
| остали и непознато | 3     |       |       |       |
| Укупно             | 315   | 446   | '     | '     |

| Демографија | Демографија | Демографија |
| Година      | Становника  | Становника  |
| ----------- | ----------- | ----------- |
| 1961.       | 733         |             |
| 1971.       | 616         |             |
| 1981.       | 446         |             |
| 1991.       | 315         |             |

### Презимена
| - Балабан — Православци, славе Петровдан - Баџик — Римокатолици - Блануша — Православци, славе Ђурђевдан - Грбић — Православци, славе Срђевдан - Грубиша — Православци, славе Ђурђевдан - Гутеша — Православци, славе Никољдан - Давидовић — Православци, славе Никољдан - Дошен — Православци, славе Јовањдан - Ђаковић — Православци, славе Ђурђевдан - Ђумић — Православци, славе Аранђеловдан - Илић — Православци, славе Јовањдан - Јакшић — Православци, славе Светог Васелију - Јеличић — Православци, славе Никољдан - Калаба — Православци, славе Јовањдан - Карановић — Православци, славе Ђурђевдан - Керкез — Православци, славе Ђурђевдан - Кнежевић — Православци, славе Јовањдан - Крајновић — Православци, славе Јовањдан - Кукољ — Православци, славе Јовањдан | - Куленовић — Муслимани - Лукић — Православци, славе Аранђеловдан - Мандић — Православци, славе Никољдан - Мајсторовић — Православци, славе Светог Климентија - Марјановић — Православци, славе Јовањдан - Милановић — Православци, славе Аранђеловдан - Мирковић — Православци, славе Никољдан - Мрђа — Православци, славе Никољдан - Обрадовић — Православци, славе Јовањдан - Павичић — Римокатолици - Пећанац — Православци, славе Јовањдан - Радошевић — Православци, славе Аранђеловдан - Сантрач — Православци, славе Пантелиндан - Совиљ — Православци, славе Никољдан - Ступар — Православци, славе Лазареву суботу - Цвјетковић — Православци, славе Томиндан - Шево— Православци, славе Лучиндан - Шипка— Православци, славе Марковдан |

## Знамените личности
- Никола Бјелајац, босанскохерцеговачки пливач, мајка од Пећанаца.
- Богдан Милановић Крајишник, српски пјесник.
- Ђуро Пећанац Ђурекан, народни херој Југославије.